# 이신행
이신행(1944년 10월 24일~2004년 4월 17일)은 대한민국의 정치인이다. 제15대 국회의원을 지냈다.

## 역대 선거 결과
|  | 37.95% |

|  | 45.04% |